# Apistogramma amoena
Apistogramma amoena és una espècie de peix de la família dels cíclids i de l'ordre dels perciformes.

## Morfologia
Els mascles poden assolir els 6,3 cm de longitud total i les femelles els 6.

## Distribució geogràfica
Es troba a Sud-amèrica: tram del riu Amazones al Perú.